# Linderoths kalenderur

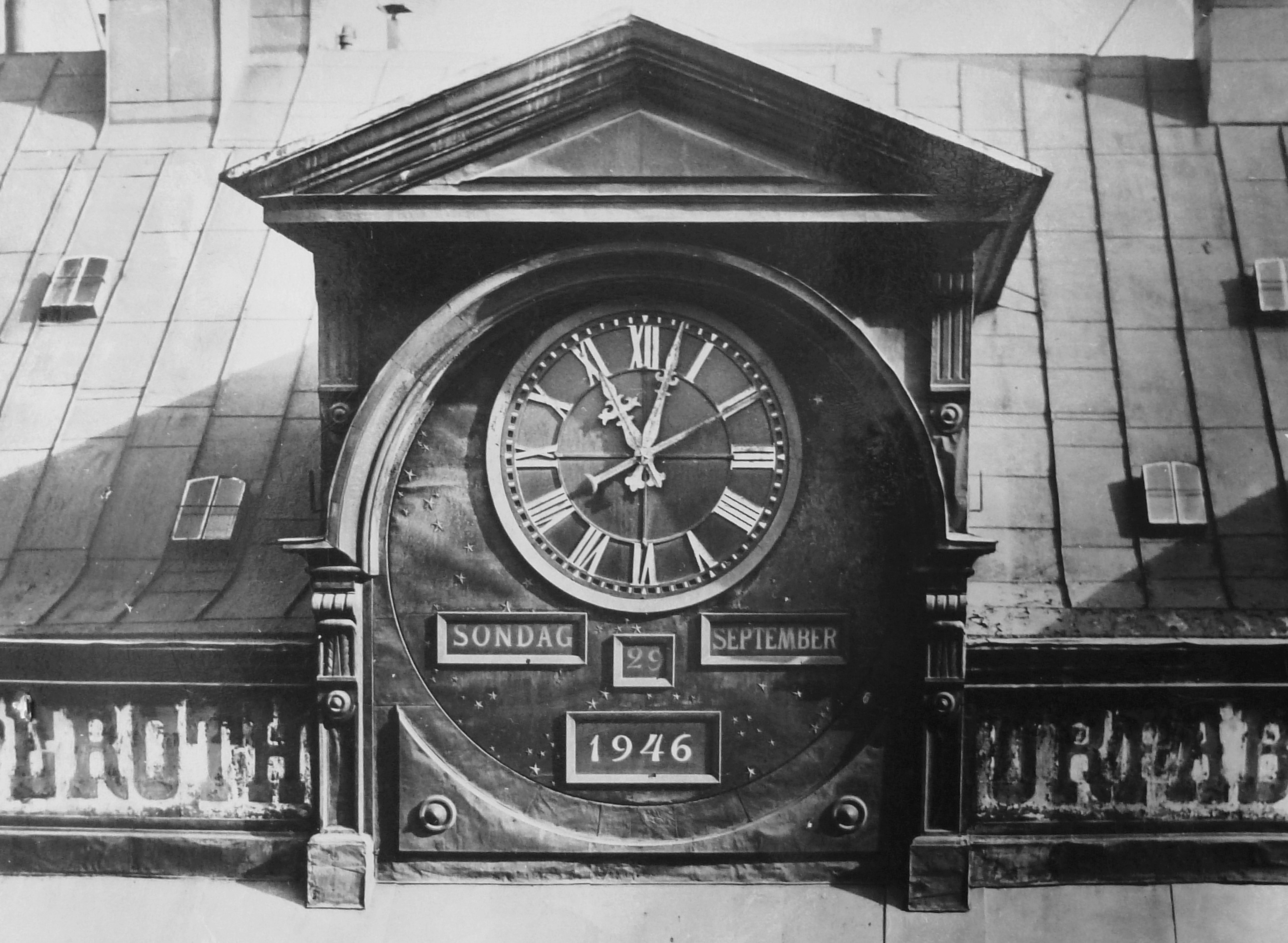
Kalenderuret den 29 september 1946.

Linderoths kalenderur (ibland även kallat Linderoths ur) är ett kalenderur som finns på fasaden av före detta Kreditbankens hus vid Norrmalmstorgs östra sida i Stockholm. Uret tillverkades 1891 av G.W. Linderoths urfabrik och satt ursprungligen på hustaket ovanför företagets urfabrik vid Drottninggatan 28.

## Historik

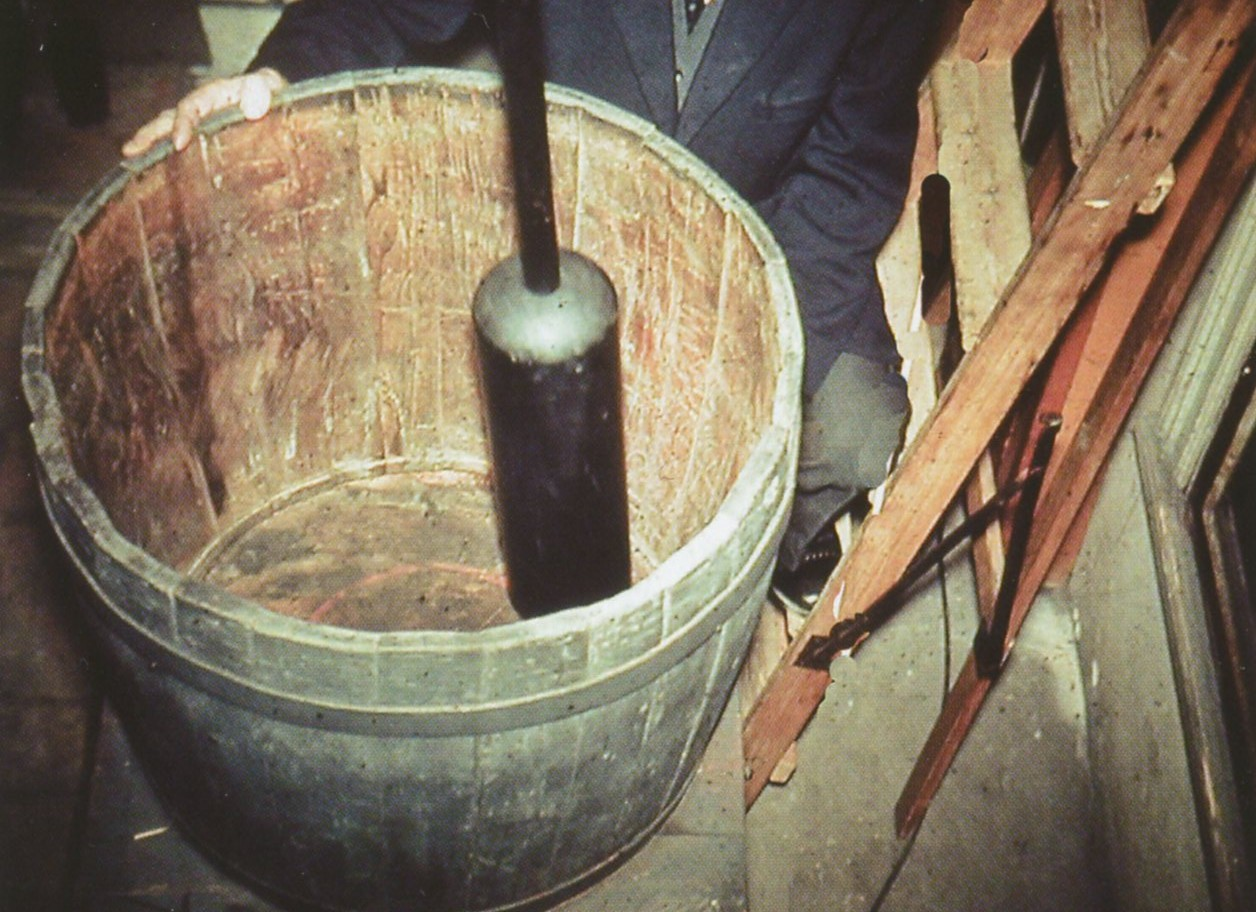
Kalenderurets pendel, tidigt 1960-tal.

G.W. Linderoths urfabrik existerade mellan 1844 och 1963 och hade under hela denna tid sina tillverkningslokaler och sin butik på samma plats, Drottninggatan 28. Urfabriken räknades på sin tid till Sveriges avgjort främsta på sitt område. 
Det unika kalenderuret på huset vid Drottninggatan konstruerades 1891 av företagets verkmästare, Claes Gustaf Schweder och monterades när dåvarande ägaren, Johan Gustaf Linderoth lät komplettera takvåningen med några takkupor. I den mellersta placerades kalenderuret. Den ursprungligen runda tavlan satt i en kopparram och hade en diameter på 3 meter. Utöver tid (timmar och minuter) visade klockan även sekunder, dag (som siffra), veckodag, månad och årtal. Det var mycket ovanligt att ett så stort ur hade sekundvisare. För att få en jämn gång på sekundvisaren utförde pendeln en roterande rörelse, skyddad av en tunna. Bakgrunden illustrerade den norra stjärnhimmeln med förgyllda stjärnor på blå botten. Endast årtalet fick ändras manuellt, medan resten skiftade automatiskt. Växlingen av årtal blev till ett uppskattat evenemang i Klarakvarteren på nyårsnatten. Årtalet är målat på en skiva och för varje år måste en ny skiva med aktuell årtal tillverkas.
Uret stannade 1967 och 1968 revs huset inom ramen för Norrmalmsregleringen. Strax före rivningen demonterades kalenderuret med hjälp av en skylift. Linderoths donerade uret till Stockholms stadsmuseum som magasinerade det i lådor i en källare vid Hornsgatan. År 1977 renoverades kalenderuret av Westerstrand & Söner i Töreboda och fick då sin nuvarande form med rektangulär urtavla, även den i koppar men utan stjärnhimmel. Samma år monterades det på fasaden av före detta Kreditbankens hus vid Norrmalmstorg. Urets verk står i ett litet rum med glasdörrar, urtavlan är av klarglas. Två gånger i veckan måste urverket dras upp av slottsurmakaren Kjell Pettersson. Kalenderuret är fortfarande en deposition från Stadsmuseet.
Kalenderuret finns även som miniatyr och gavs 1916 Linderoth som present av personalen med anledning av 100-årsminnet av G.W. Linderoths födelse. Uret är utfört i silver med visare av guld samt urtavlans botten i blå emalj, dekorerade med guldstjärnor. Måtten är 29,5 cm höjd, 23 cm bred och vikt 2022 gram.

### Kalenderuret då och nu

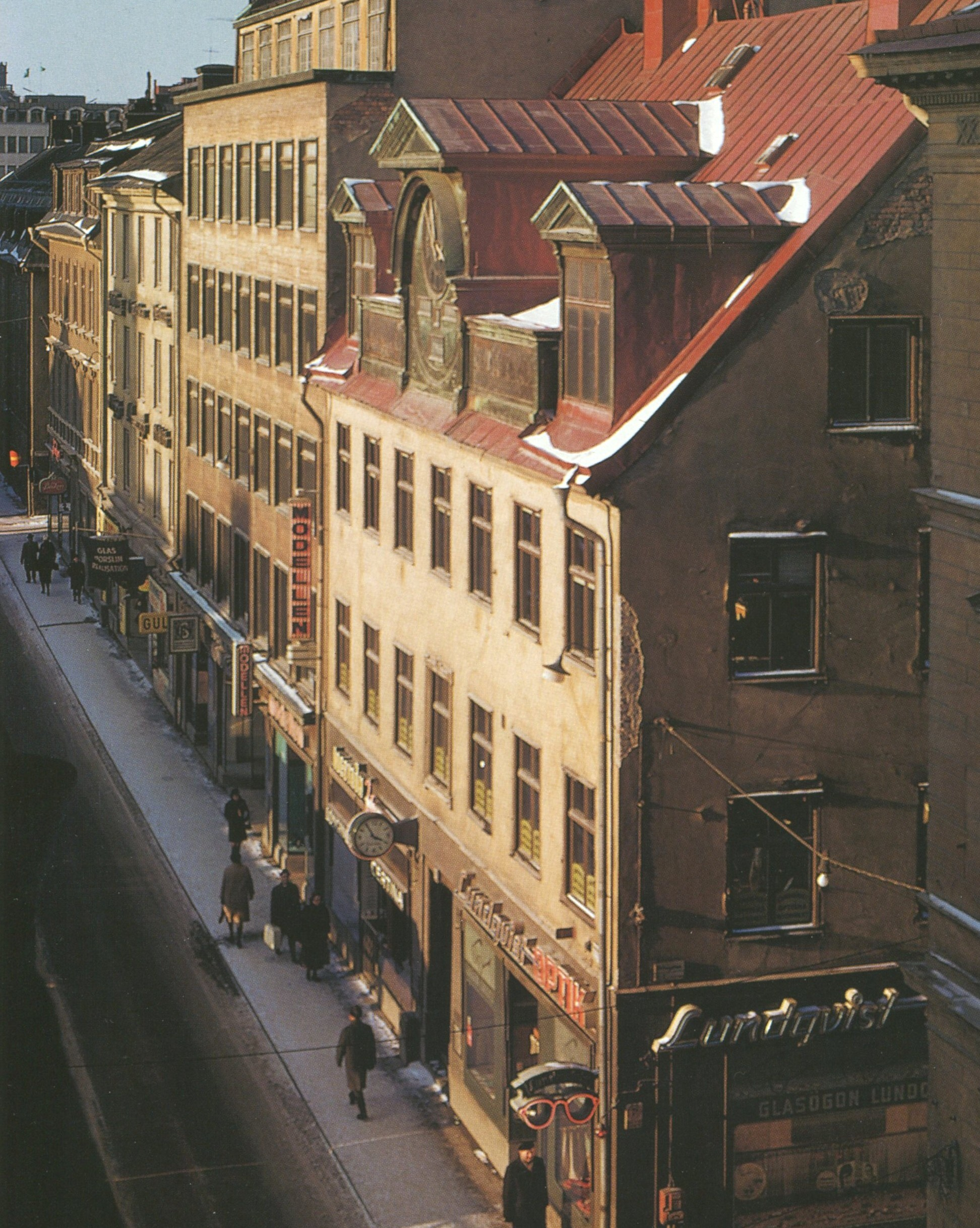
Uret 1966
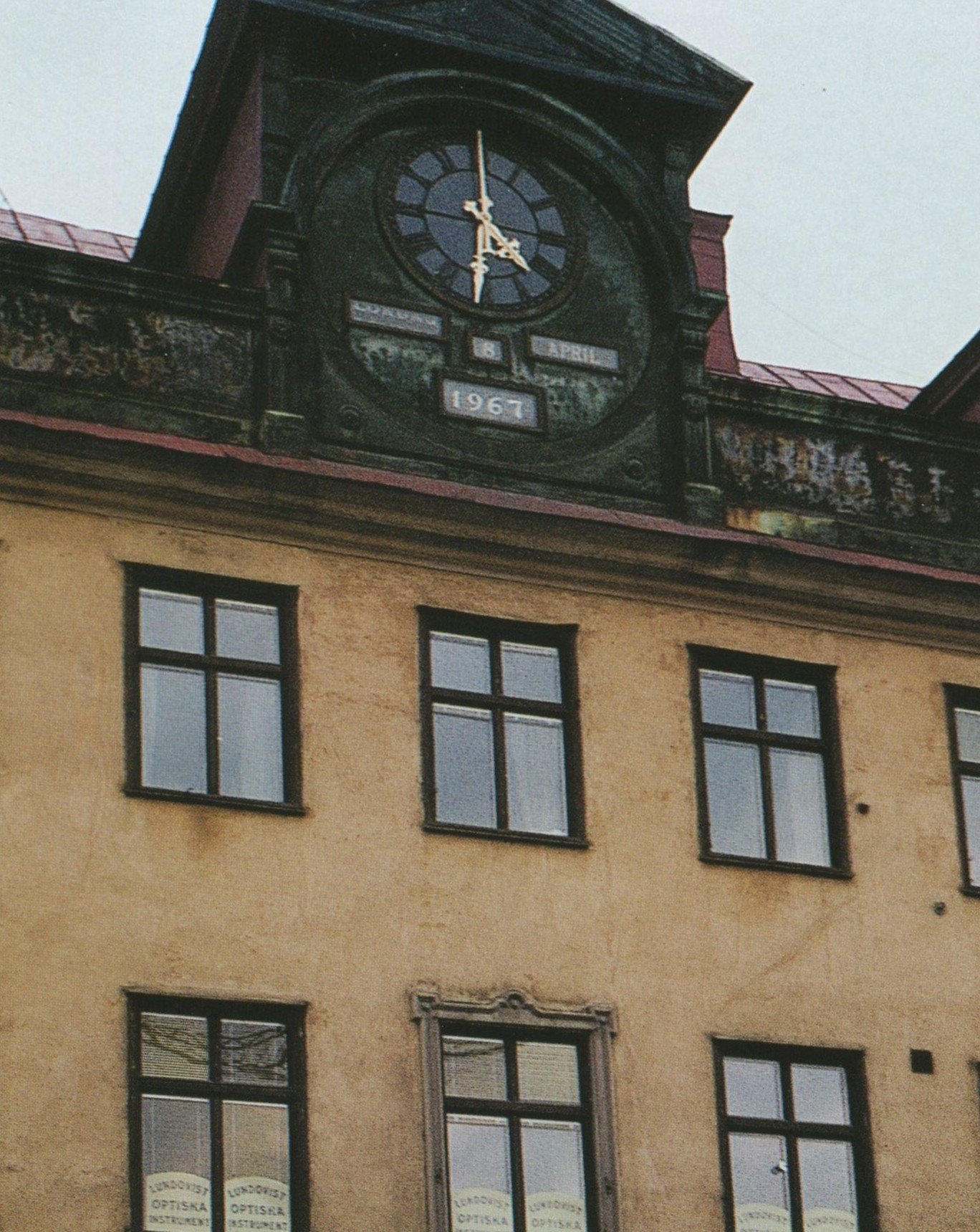
Före demonteringen
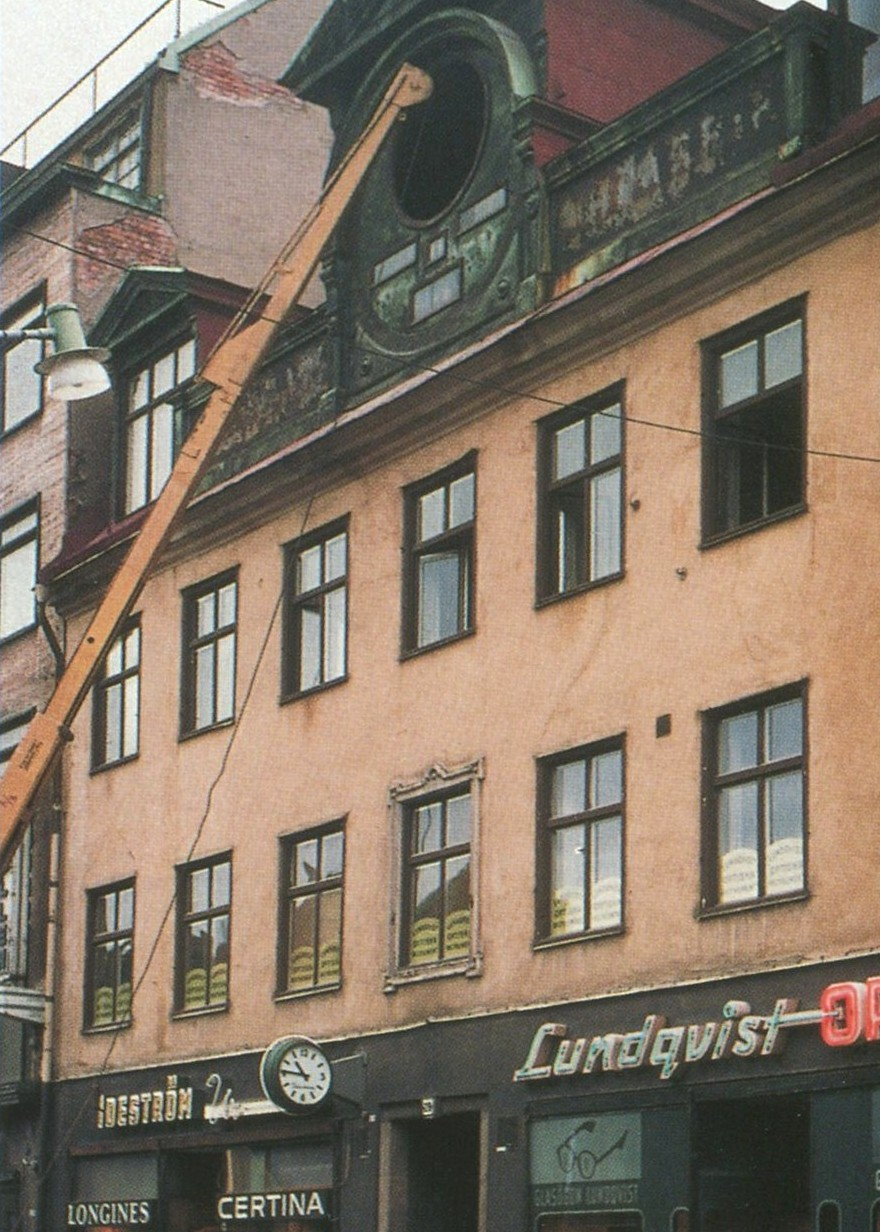
Demonteringen 1968
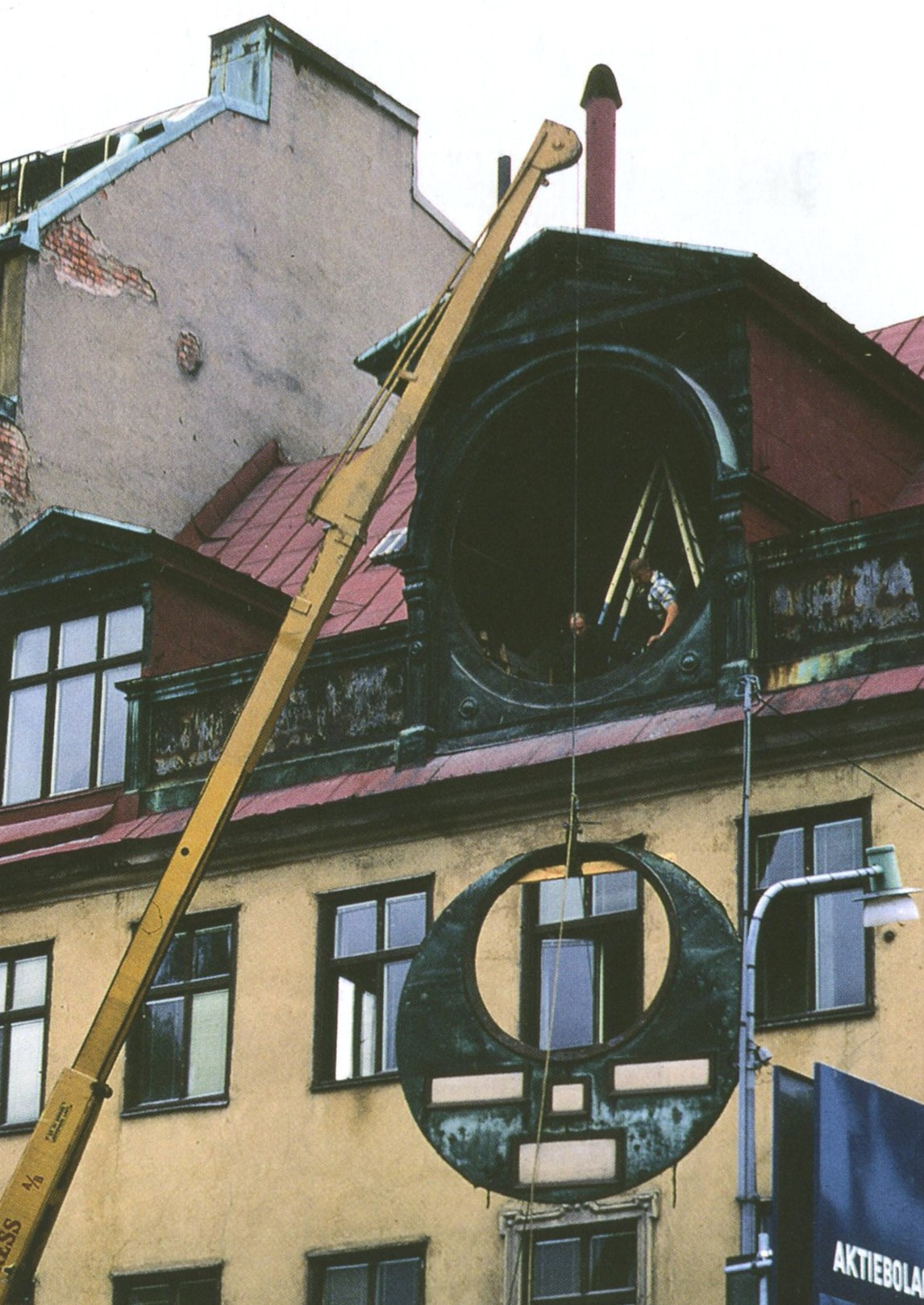
Demonteringen 1968
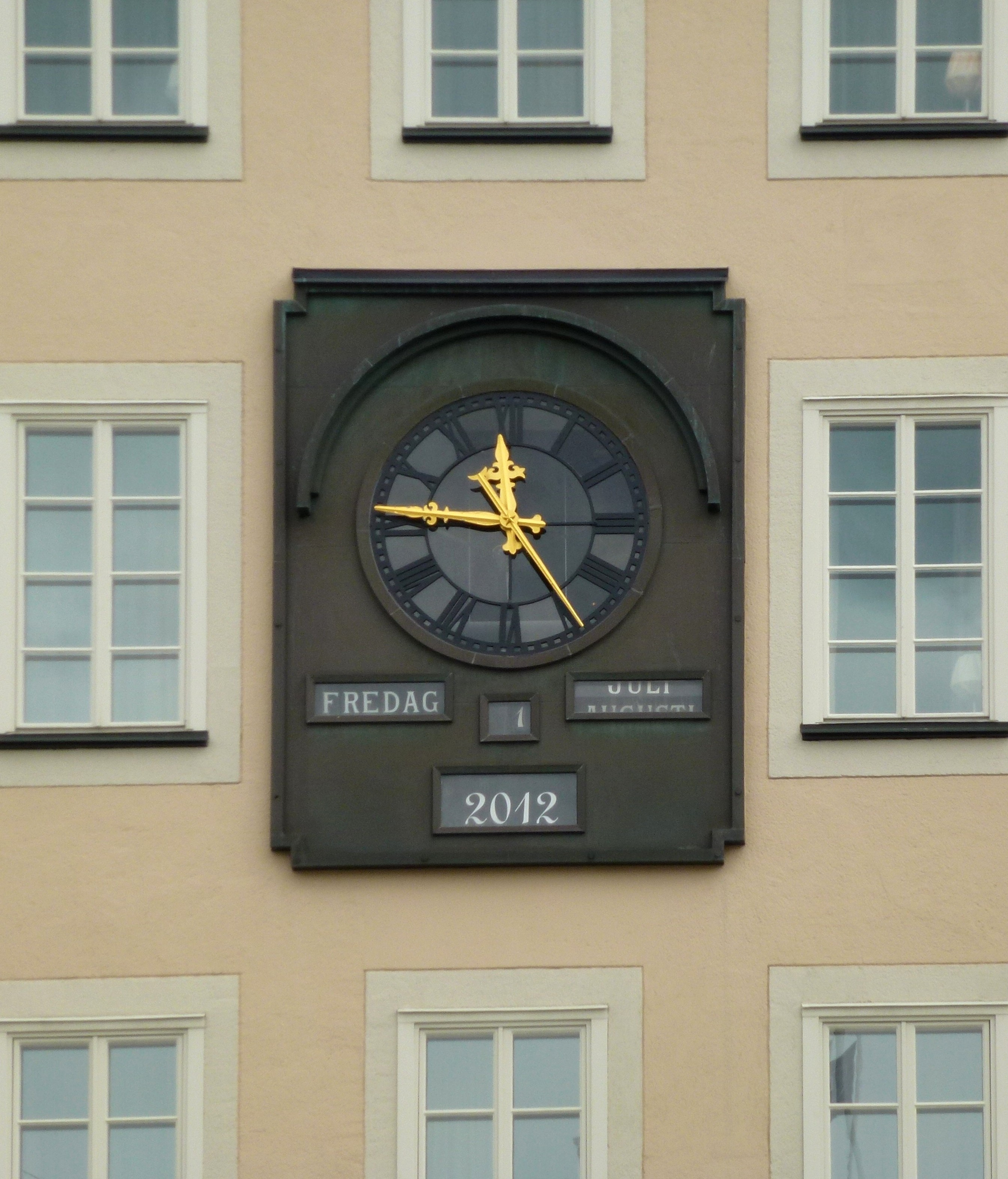
Norrmalmstorg, 1 juli 2012

### Urverket

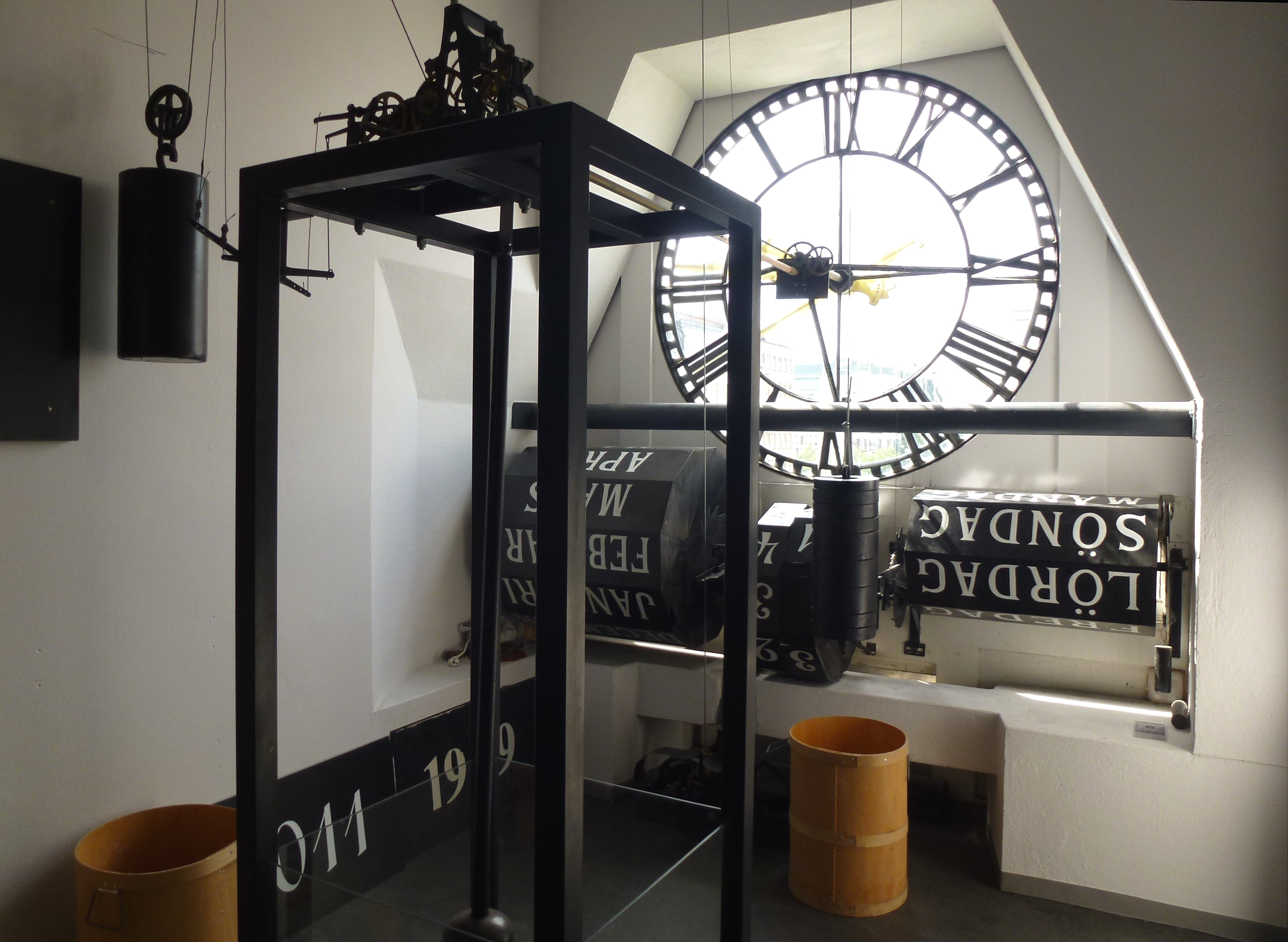
Urverksrummet
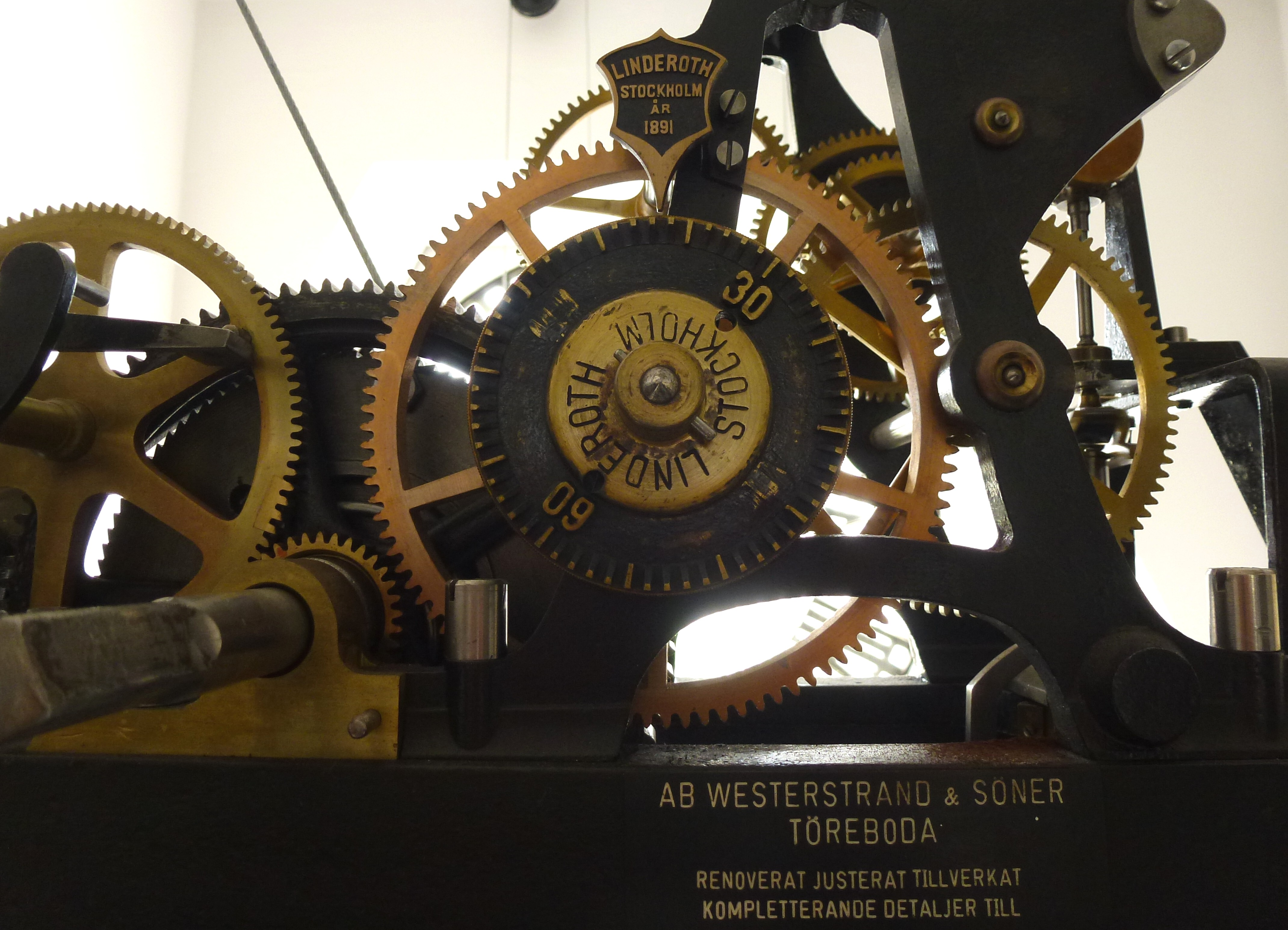
"Linderoth Stockholm år 1891"
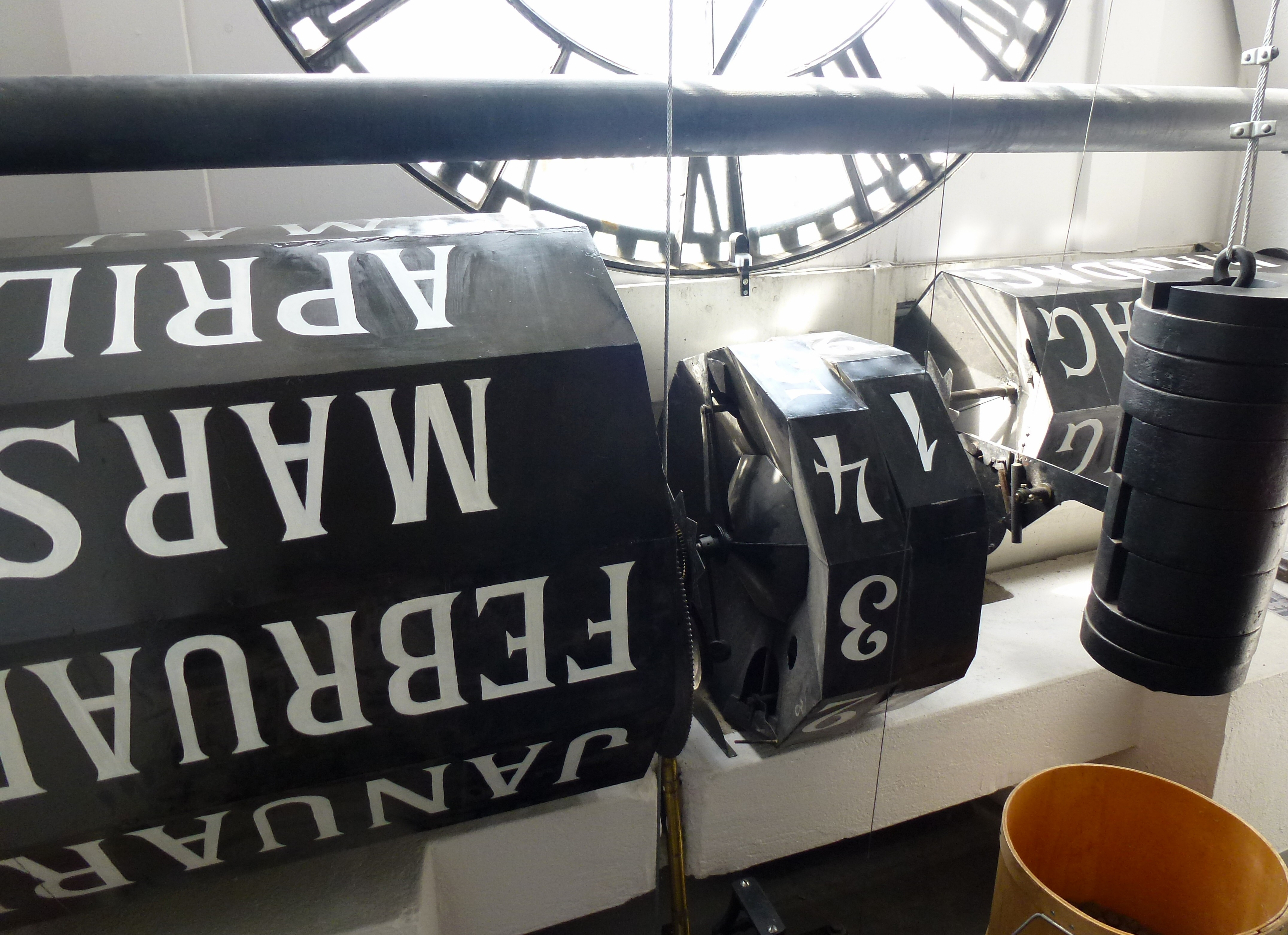
Trumman för datum och månad
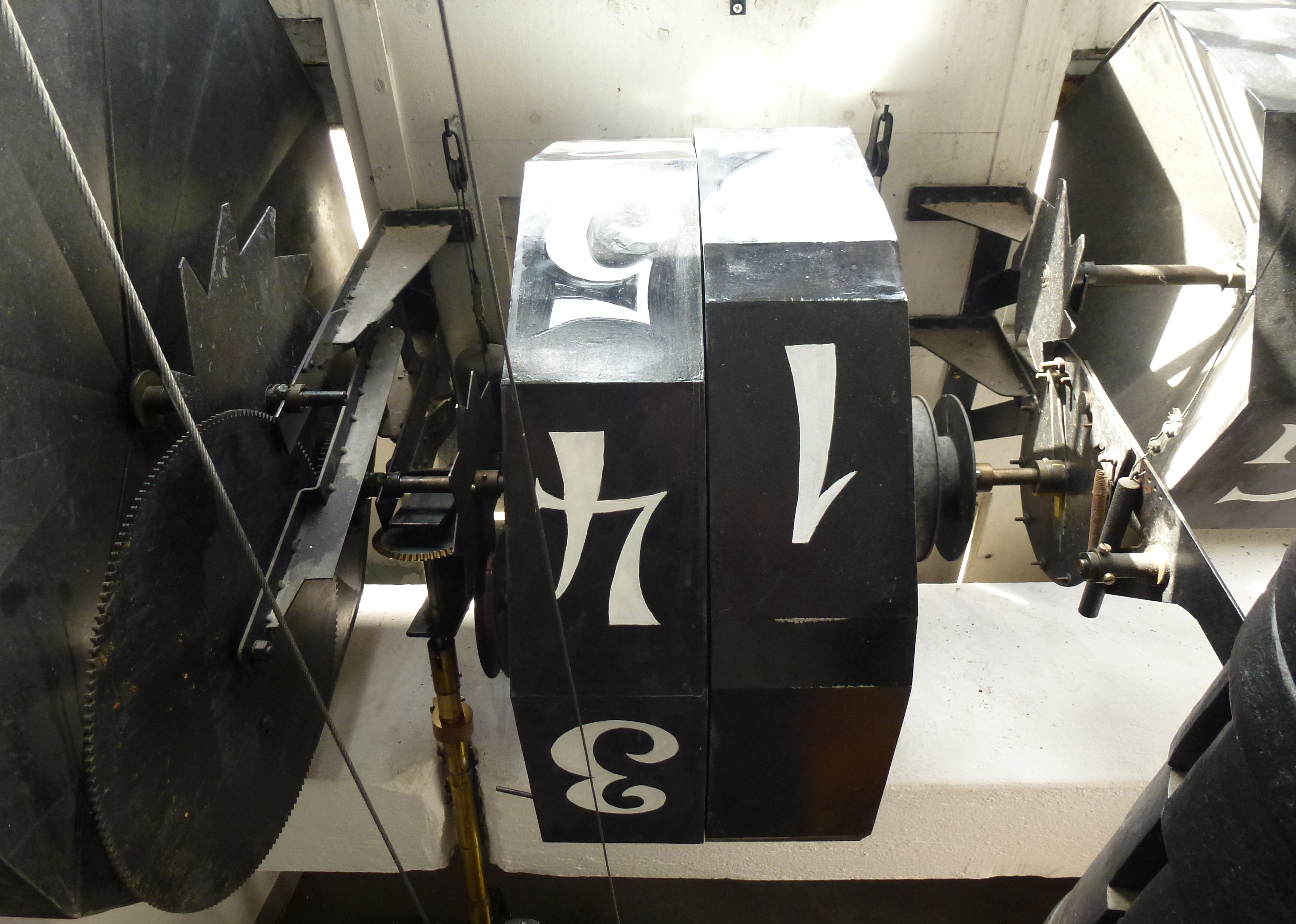
Trumman för datum
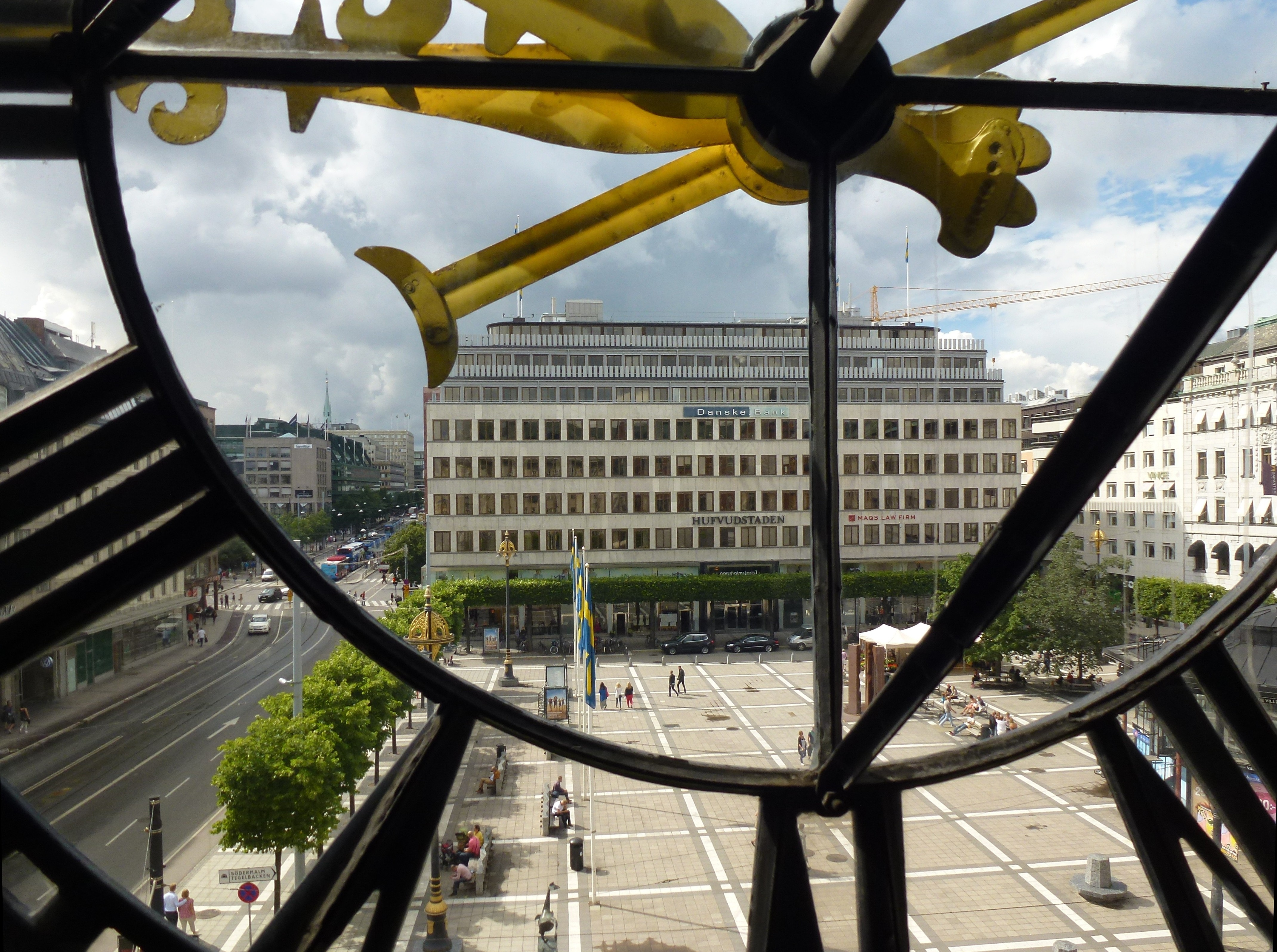
Vy över Norrmalmstorg